# Leucochrysa nigrilabris
Leucochrysa nigrilabris är en insektsart som först beskrevs av Banks 1915.  Leucochrysa nigrilabris ingår i släktet Leucochrysa och familjen guldögonsländor. Inga underarter finns listade i Catalogue of Life.